# 維加計劃

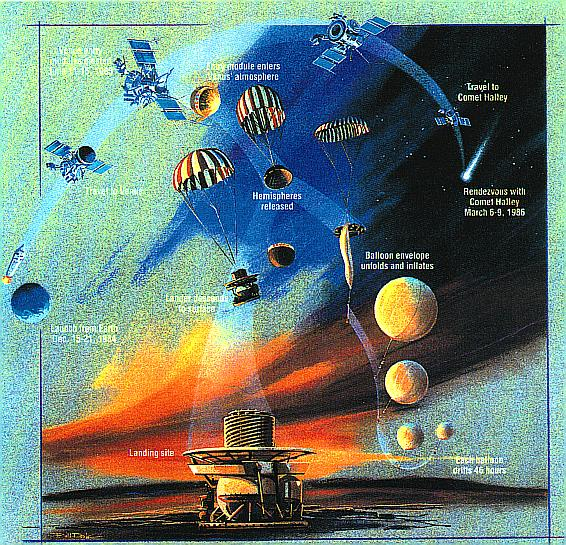
維加計劃示意圖。

維加計劃是前蘇聯於1986年探測金星，並同時觀測哈雷彗星的任務。該計畫的載運火箭以及兩台無人探測器維加1號（Vega 1）和維加2號（Vega 2）是由蘇聯製造，至1984年12月止參加該探測計劃的其他國家有奧地利、保加利亞、匈牙利、東德、波蘭、捷克斯洛伐克、法國和西德。該計劃分成探測金星與飛掠哈雷彗星兩個部分。
美國於1981年取消哈雷彗星探測任務後，維加計劃是較晚進行變更以飛掠哈雷彗星的任務。而金星計劃的較晚期任務被取消，維加1號的金星探測部分也減少。因為這樣，該任務的名稱「Vega」是來自於俄語（Venera，金星）和（Gallei，哈雷），因此該計劃也被稱為金星－哈雷計劃；部分中文資料將該計劃翻譯為「織女星計劃」實為錯誤。兩個探測器的設計是基於金星9號和金星10號。
維加計劃的兩個探測器分別發射於1984年12月15和21日發射。因為任務的更改，維加計劃的探測器因此成為於哈雷彗星於1985/1986年接近近日點期間進行探測的「哈雷艦隊」的一部分。

## 探測器

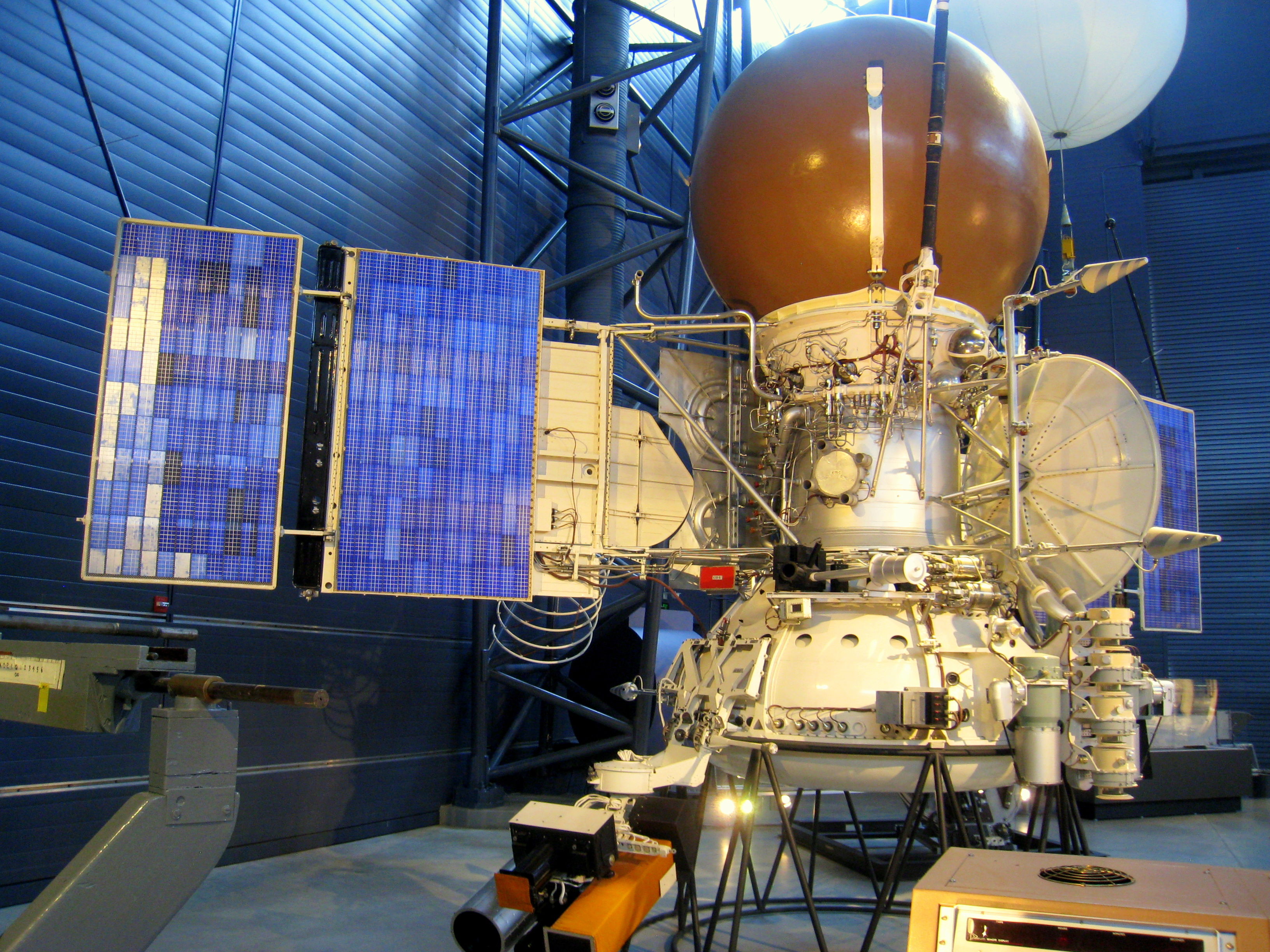
維加計劃的太陽系探測器和登陸艇模型。

該計劃中的維加1號和維加2號是兩個相同的姊妹探測器，由先前金星計劃的探測器發展而來。探測器是在巴貝金太空中心設計，並在拉沃契金設計局位於希姆基的工廠製造，原始型號為5VK。探測器的動力來源是兩個大型太陽能板，儀器則包含碟型天線、照相機、光譜儀、紅外線探測器、磁强计、電漿探測器。探測器重量4920公斤，以质子号运载火箭系列的8K82K型號在拜科努尔航天发射场發射。兩台探測器都是三軸穩定的太空探測器，並且都裝備了一對在探測哈雷彗星時防止來自彗星的塵埃撞擊的屏蔽物。

### 酬載
1. 攝影系統
2. 紅外線光譜儀
3. 紫外線、可見光、紅外線攝影光譜儀
4. 屏壁穿透探測器
5. 塵埃探測器
6. 塵埃質譜儀
7. 中性氣體質譜儀
8. APV-V 電漿能量分析儀
9. 高能粒子分析儀
10. 磁強計
11. 電波與電漿分析儀

## 金星任務
維加1號於1985年6月11日到達金星，稍後2號於6月15日到達。兩個探測器都釋放了一個重量1500公斤、直徑240公分的球體降落單元。該單元在進入大氣層之前數日被釋放，並且進入大氣層時沒有明顯的傾角變化。降落單元內有一個登陸艇和一個探測氣球。

### 登陸艇
維加計劃的登陸艇和先前執行的五次金星計劃的登陸艇一樣是研究金星的大氣層與表面，而每個登陸艇都有可量測金星表面溫度計、壓力計、紫外線光譜儀、水濃度儀、氣相色譜儀、X射線光譜儀、質譜儀和一個取樣設備。
維加1號的登陸艇儀器在距離金星表面20公里處不受控制啟動，但因為金星強風造成登陸艇搖動而無法傳回任何資料。最後降落在7.5°N，177.7°E。
維加2號登陸艇於1985年6月15日03:00:50 UT在東阿芙羅黛蒂地登陸，座標8.5°S，164.5°E。登陸地點的標高比金星半徑高100公尺，氣壓量測值是91大氣壓，表面溫度736 K，在採集的樣本中發現了斜長岩-橄長岩。登陸艇在金星表面傳送資料持續56分鐘

#### 酬載儀器
- Meteocomplex T,P 感應器
- Sigma-3 氣相色譜儀
- LSA 粒子粒徑譜儀
- IFP 氣膠分析儀
- VM-4 濕度計
- ISAV-A 能見度儀/散射儀
- Malakhit-V 質譜儀
- ISAV-S 紫外線光譜儀
- GZU VB-02 鑽孔儀 + BDRP-AM25 土壤X射線螢光光譜儀
- GS-15-STsV 伽馬射線光譜儀
- PrOP-V 貫入儀
- MSB 小型太陽能電池

### 氣球
這兩顆氣球的設計是在金星表面54公里處漂浮，這是金星雲系統活動最劇烈的部分。氣球上的電池讓金星上的儀器足以運作60小時以量測溫度、壓力、風速和氣膠密度。維加1號和2號的氣球在進入大氣層超過46小時後傳回最後的訊號。
計劃中使用的氣球是使用氦的球型超高壓型，直徑3.54公尺。氣球的吊籃組裝重量6.9公斤，長度1.3公尺，並以13公尺長的繫繩和氣球連接，總重量21公斤。
吊籃組件的上半部是被一個直徑37公分高和13公分寬的錐形天線基座覆蓋。天線下方是一個包含電波發射器和系統控制電子裝置模組。而下半部則有酬載儀器和電池。
氣球所攜帶的儀器包含：
- 一個包含薄膜電阻式溫度計和風速計的機械手臂。風速計包含一個自由旋轉的塑膠螺旋槳，並且轉速是由LED-光度感應器光遮斷器測定。
- 一個包含PIN二極體光度感應器和振動石英棒压力传感器的模組。
- 一個包含電池和藉由光反射量測雲密度的能見度儀（英语：Nephelometer）的模組。

氣球上的小型低功率電波發射器每秒只能傳送2048位元資料，雖然在傳送前已經進行壓縮讓資料在窄頻寬中能更大量傳送。儘管如此，大部分的儀器仍然每75秒就進行一次量測。而這兩顆氣球被地球上的20個電波望遠鏡追蹤，這些望遠鏡由蘇聯科學院和法國國家太空研究中心操作。
兩顆氣球被投入金星的夜半球，並且在距離表面約50公里高處運作，接著這兩顆氣球上生了數公里到平衡高度。在該高度的氣壓和溫度都與地球表面相當，雖然風速與地球颶風的風速相若，而且大氣成分主要是二氧化碳並帶有硫酸，並還有更少量的鹽酸和氫氟酸。
這兩顆氣球從金星的夜半球移動到日半球，電池內的電耗盡後與地球失去連絡。對氣球的追蹤發現了令人驚訝的垂直分量運動，顯示之前的探測任務沒有發現金星大氣層內氣體質量垂直運動。

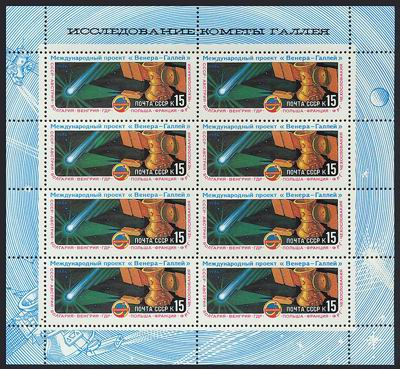
1985年蘇聯發行的維加計劃紀念郵票小型張，其中有維加1號、哈雷彗星和國際宇宙計劃任務徽章。

## 哈雷彗星任務
在探測金星任務以後，維加計劃的飛掠探測器經由金星的重力轉換至與哈雷彗星相遇的軌道。
維加1號於1986年3月6日以8890公里的最近距離飛掠哈雷彗星的彗核，而維加2號則在3月9日以8030公里最近距離飛掠。哈雷彗星彗核探測的密集資料只在最接近彗核前後總共三小時內。這些資料和彗核的各項物理參數有關，例如體積、形狀、溫度和表面狀態，另外也可以對彗髮的結構與動力學進行研究，以及靠近彗核的氣體成分、塵埃成分，與距離彗核相關的塵埃質量分布，和彗星與太陽風的交互作用。 
維加1號和2號總共傳回約1500張哈雷彗星影像，在接近哈雷彗星以後探測器曾經中斷運作數星期。
探測器上的電視播放系統是由蘇聯、匈牙利、法國和捷克斯洛伐克的科學家和工程師合作研發。取得的資料由包含來自蘇聯、匈牙利、法國、東德和美國的科學家進行處理。資料取得和處理的基礎步驟則是由俄羅斯太空研究所（俄語縮寫：ИКИ，羅馬化：IKI）以基於PDP-11/40相容的影像處理電腦系統進行。
維加1號和2號目前都在日心軌道。

## 外部連結
- RSSI.ru （页面存档备份，存于）, Vega mission images from the Space Research Institute (IKI)
- NASAN.gov, Raw data from Vega 1 and Vega 2 on board instruments
- MentalLandscape.com （页面存档备份，存于）, Soviet Exploration of Venus
- Harvard.edu （页面存档备份，存于）, The Vega balloons – A tool for studying atmosphere dynamics on Venus